# Novillo

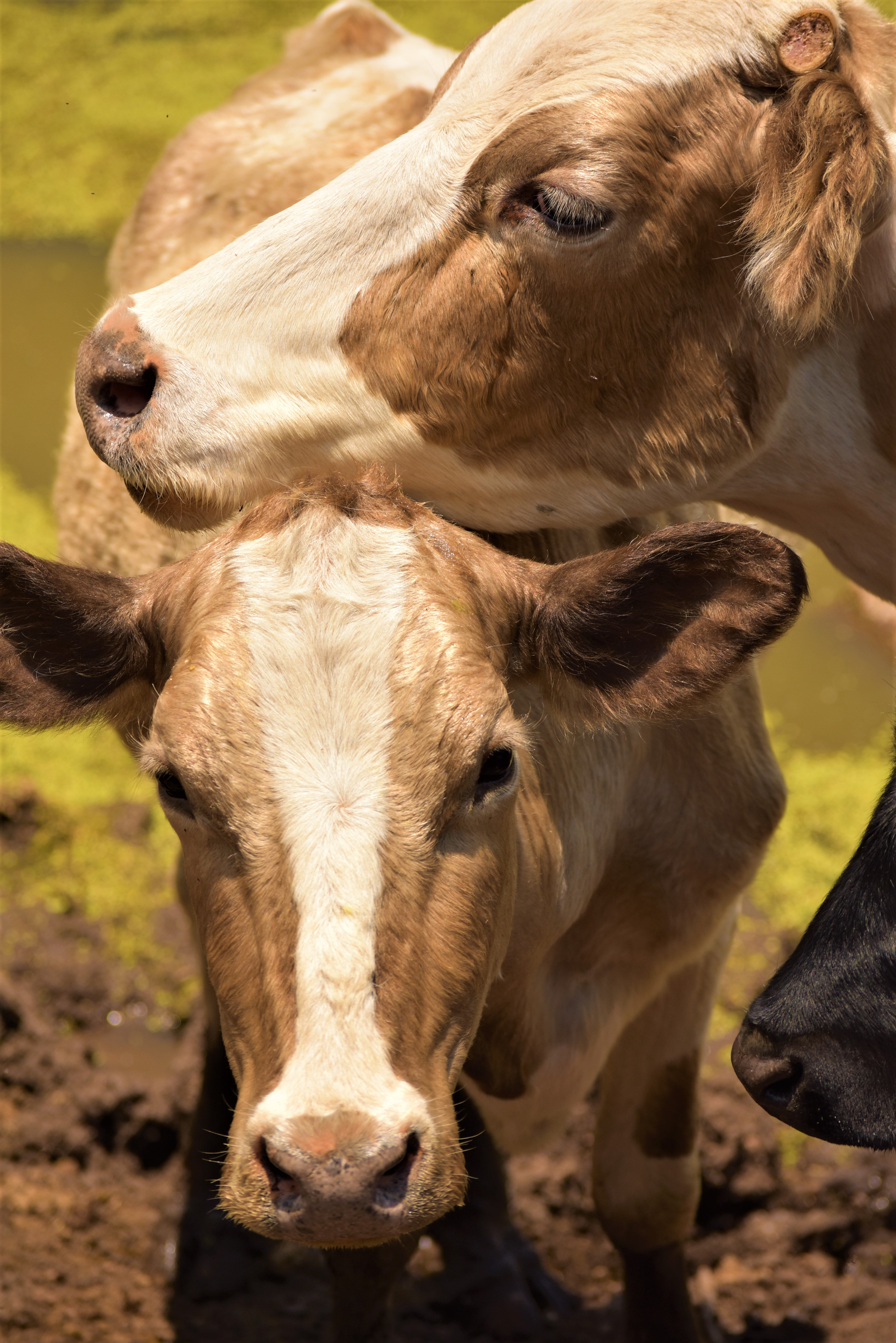
Novillo joven y la madre en la región de Ecatepec de Morelos, México.

Novillo es el nombre que reciben los machos jóvenes del ganado vacuno con matices distintos según la zona:
- En España y algunos países de América alude un macho que tiene entre dos y tres años de edad, que también recibe el nombre de "ternero", "becerro" o "utrero", luego de cumplir tres años es llamado toro.
- En ciertos países de América del Sur y en Cuba, se refiere tan solo a machos jóvenes, entre uno y tres años, cuando han sido castrados y están destinados al consumo humano.
- Finalmente, en México y Honduras, el término alude a los machos recién nacidos y no destetados, también llamados "terneros".

En tauromaquia, el ganadero lo desecha en la tienta por falta de bravura y son destinados a las novilladas. 
Para la práctica del rodeo chileno se usan novillos entre 350 y 500 kilos.

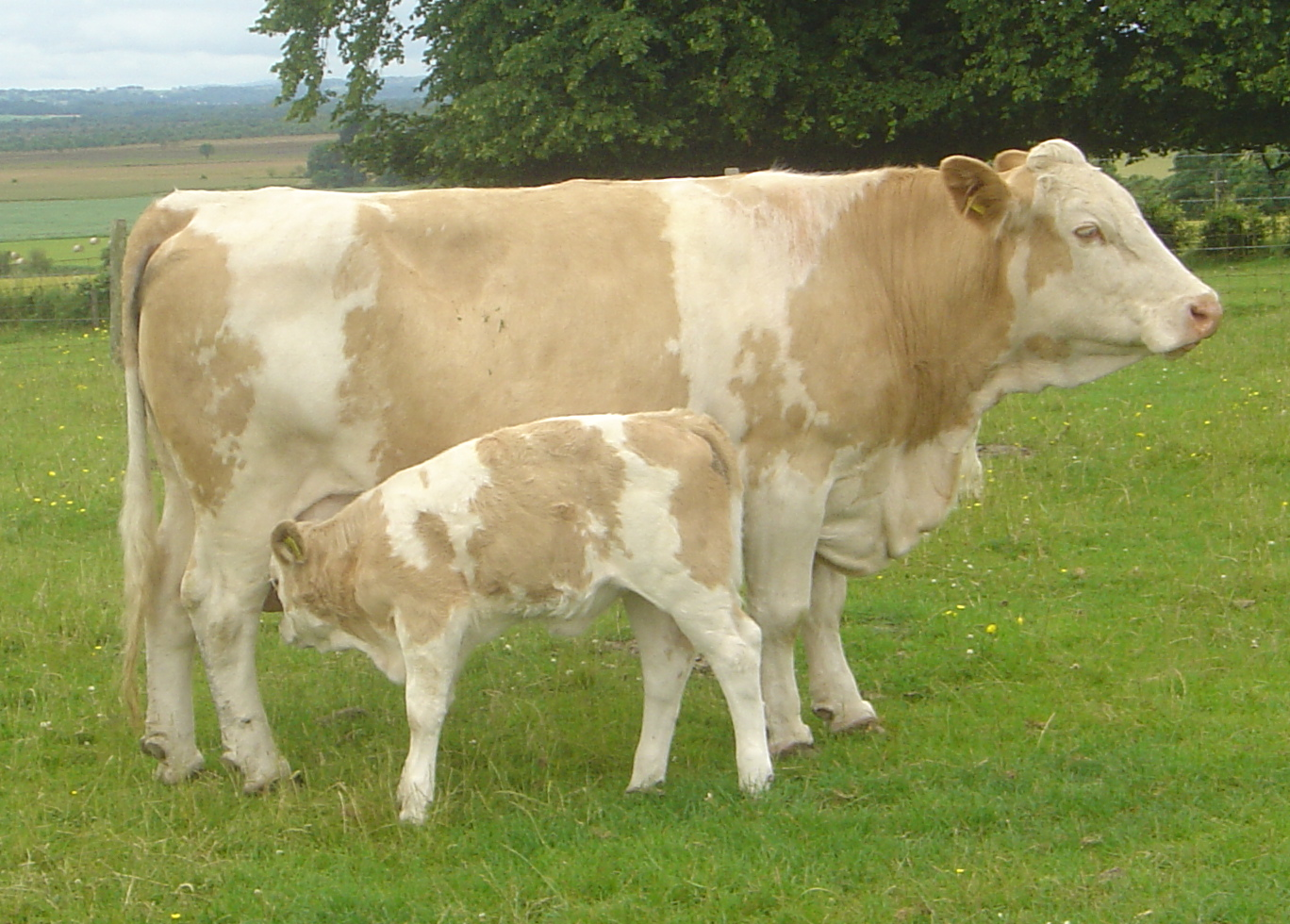
Novillo

## Apellido
Novillo también es un apellido.

### Significado
El apellido novillo proviene de familias que antiguamente eran cultivadoras y/o que han tenido mucho ganado.

### Lugares
Podemos encontrar el apellido Novillo muy extendido en lugares de la provincia de Toledo y en la zona sur de la Comunidad de Madrid.